# Perrache (metrostation)
Perrache is een metrostation aan lijn A van de metro van Lyon, in de Franse stad Lyon. In dit station kan er over worden gestapt op lijn 1 en lijn 2 van de tram en de trein in het station Lyon-Perrache.